# Teodor Toeplitz (1793–1838)

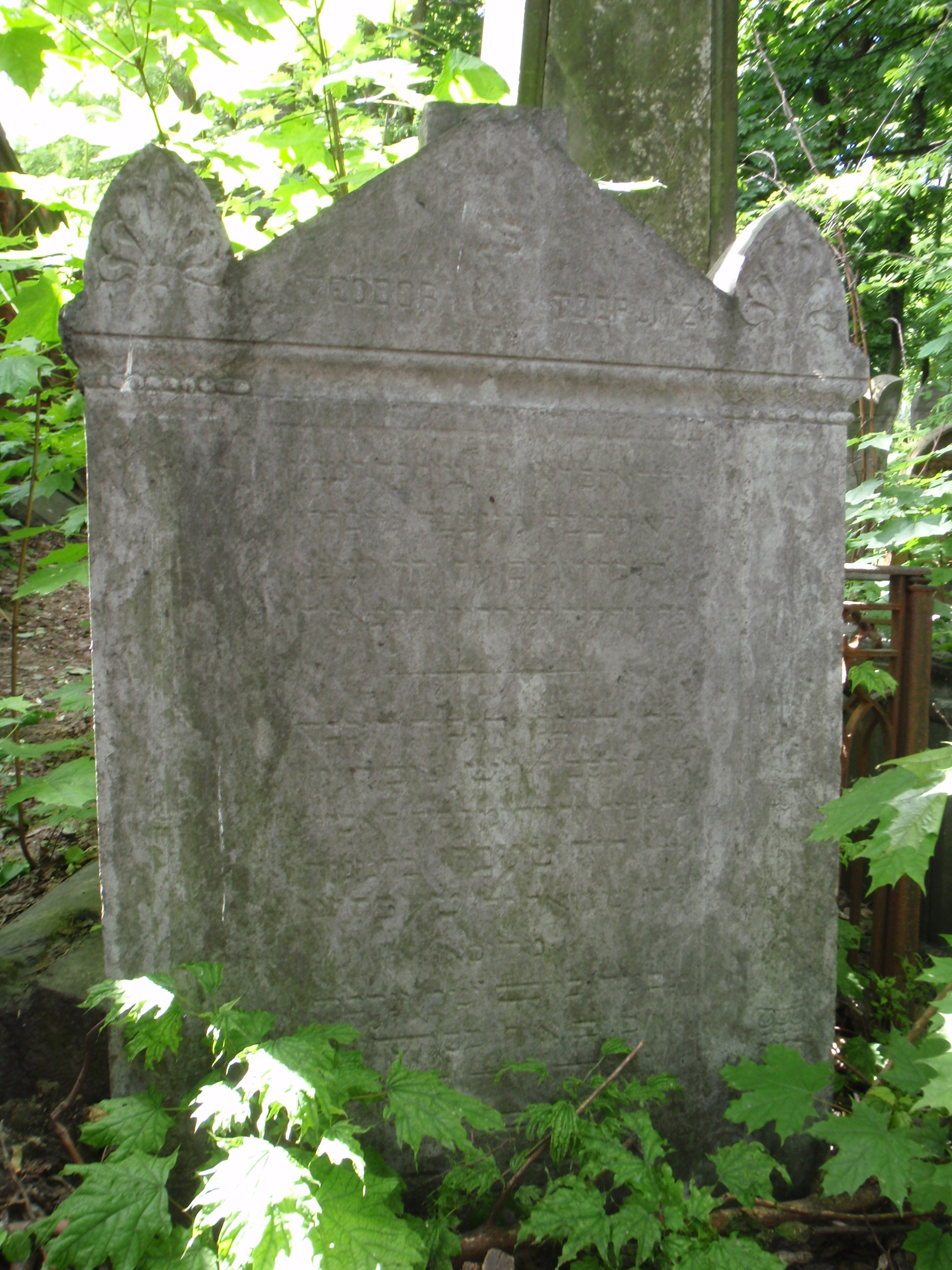
Grób Teodora Toeplitza na cmentarzu żydowskim w Warszawie

Teodor Toeplitz (ur. 1793 w Warszawie, zm. 23 listopada 1838 tamże) – kupiec i działacz społeczności żydowskiej w Warszawie.

## Życiorys
Urodził się jako syn Szymona Samuela Toeplitza i Kunegundy z domu Kohen. Miał trzech braci – Leopolda, Zygmunta i Maksymiliana. Rodzina Toeplitzów, pochodząca z Czech, a przybyła do Warszawy z Leszna, była silnie związana z zawodem kupieckim. Również Teodor podjął się tego fachu, będąc właścicielem domu handlowego w Warszawie pod firmą T. Toeplitz. Był członkiem warszawskiego dozoru bożniczego, powołanego w miejsce zlikwidowanej gminy żydowskiej.
W 1817 poślubił Franciszkę Oesterreicher (ur. 1800, zm. 17 grudnia 1844), z którą miał dziewięcioro dzieci: Cecylię (ur. 1818), Zofię (1818–1900), Ludwika (ur. 1820), Henryka (kupca, współzałożyciela Banku Handlowego w Warszawie 1822–1891), Bertę Reginę (1824–1827), Benedykta (1825–1888), Rozalię (1827–1895), Annę (1829–1848) i Bonawenturę (przemysłowca, ojca bankierów, przemysłowców oraz działacza spółdzielczego – Teodora, 1831–1905).
Jest pochowany na cmentarzu żydowskim przy ulicy Okopowej w Warszawie (kwatera 1).